# 犬山イヌコ
犬山 イヌコ（いぬやま イヌコ、1965年12月16日 - ）は、日本の女優、声優、ナレーター。東京都出身。アクロス エンタテインメント（芸能事務所）およびナイロン100℃（劇団）所属。旧芸名は犬山 犬子（いぬやま いぬこ）。
代表作に『ポケットモンスター』シリーズ（ニャース）、『怪奇恋愛作戦』（唄子）、『ラブ&ピース』（スネ公）などがある。

## 来歴
1985年、KERA（ケラリーノ・サンドロヴィッチ）を中心に「劇団健康」を旗揚げし、後継の「ナイロン100℃」でも旗揚げから参加し、現在に至る。
1996年、『みどりのマキバオー』でアニメ声優デビュー（起用に関しては、布川ゆうじによれば主人公・マキバオーのキャスティングが決まらずに難航していた中、原作者のつの丸が当時犬山がDJを担当していた深夜ラジオを聞いて「この人しかない」と犬山を推薦したとのこと）。
役者としては堤幸彦作品に複数回起用されている。
2015年2月末日に長年所属した事務所キューブから、3月よりアクロス エンタテインメントに移籍。

## 人物
趣味・特技はボウリング、シュノーケリング、昭和歌謡曲研究、バスケットボール、三線。
数字の8のことをパチと発音するのを好み、ニッポン放送の郵便番号は「100-8439」（イチマルマルのパチヨンサンキュウ）と言う。同様に、はがきを「パガキ」（ポケモンアワー）・北海道日本ハムファイターズを「ニッポンパム」（日本全国ラジベガス）などとわざと読んでいる一方、「ポケモンアワー」放送作家の「はせがわくん」は「はせがわくん」のままで、番組内の質問コーナーで本人によると『「はせがわくん」は弾けてないから』とのこと。
また、『グランブルーファンタジー』のヘビーユーザーであることも知られている。

## 受賞歴
第26回読売演劇大賞・優秀女優賞（2019年） - ナイロン100℃『百年の秘密』（再演）、KERA・MAP『修道女たち』の演技による

## 出演
太字はメインキャラクター。

### テレビドラマ
- ハンサムマン（1996年、テレビ朝日）
- すずらん（1999年、NHK）
- ケイゾク 第4話（1999年、TBS） - 温泉宿の女将 役
- 安楽椅子探偵、再び（2000年、朝日放送） - 宇川ゆかり 役
- TRICK2 第1話 - 第3話（2002年1月11日 - 25日、テレビ朝日） - 栗栖禎子 役
- ワンダフルライフ（2004年、フジテレビ） - 林薫子 役
- 剣客商売スペシャル「母と娘と」（2005年1月11日、フジテレビ） - おふく 役
- 笑う三人姉妹 第3話（2005年、NHK） - ゲスト
- 時効警察 第8話（2006年、テレビ朝日） - ゲスト
- アンナさんのおまめ 第2話（2006年、テレビ朝日） - 林田看護師 役
- 帰ってきた時効警察 第4話（2007年、テレビ朝日） - ゲスト
- 世にも奇妙な物語・春の特別編『さっきよりもいい人』（2008年4月2日、フジテレビ） - 母親 役
- トラブルマン（2010年、テレビ東京） - 如呂 役
- さよならぼくたちのようちえん（2011年3月30日、日本テレビ） - 主婦 役
- 幸せになろうよ 第3話（2011年5月2日、フジテレビ） - ゲスト
- トッカン 特別国税徴収官（2012年、日本テレビ） - 作倉英子 役
- ハイスクール歌劇団☆男組（2012年10月6日、CBCテレビ） - 米原郁恵 役
- 猫弁と透明人間（2013年4月22日、TBS） - 山下早苗 役
- 白衣のなみだ 第一部「余命」（2013年4月1日 - 4月26日、東海テレビ） - 東堂弥生 役
- 押忍!!ふんどし部! 第9話（2013年6月6日、テレビ神奈川） - ばあや 役
- リーガルハイ2 第9話（2013年12月11日、フジテレビ） - 江上順子 役
- 明日、ママがいない 第3話（2014年1月30日、日本テレビ） - 家政婦・三田村 役
- 怪奇恋愛作戦（2015年1月 - 3月、テレビ東京） - 唄子 役
- 漱石悶々 夏目漱石最後の恋 京都祇園の二十九日間（2016年12月10日、NHK BSプレミアム） - 女中・梅 役
- 西郷どん（2018年10月28日、NHK） ‐ お房 役
- 令和元年版 怪談牡丹燈籠（2019年10月6日 - 27日、NHK BSプレミアム） - お峰 役
- ノッキンオン・ロックドドア 第6話（2023年9月2日、テレビ朝日） - 主婦サイトウ 役[11]
- 藤子・F・不二雄 SF短編ドラマ シーズン2「鉄人をひろったよ」（2024年4月7日、NHK BS）[12]

### 配信ドラマ
- ヤコ、ショウがクセになる。（2022年2月11日 - 3月25日、Paravi） - 占い師の老婆 役[13]
- 潜入捜査官 松下洸平（2023年9月5日 - 19日、TVer） - 真地 役[14]

### 映画
- Looking For（1998年） - 景子 役
- ケイゾク/映画 Beautiful Dreamer（2000年） - TBS局内の人たち 役
- 溺れる魚（2001年） - 亜美 役
- EGG（2002年、監督：堤幸彦） - 女性警察官 役
- 1980（2003年、監督：ケラリーノ・サンドロヴィッチ）
- しあわせなら手をたたこう（2005年、監督：内田英治） - 高木瞳 役
- トントンギコギコ図工の時間（2005年） - ナレーション
- トリック劇場版2（2006年） - ひよこの声
- おいしい殺し方（2006年、BSフジ・USEN・イースト、監督：ケラリーノ・サンドロヴィッチ） - 白石カナエ 役
- グミ・チョコレート・パイン（2007年、監督：ケラリーノ・サンドロヴィッチ） - ノイズバンド「自分BOX」ヴォーカルのジャイガー 役[15]
- 罪とか罰とか（2009年） - 風間涼子 役
- 綱引いちゃった!（2012年） - 姫野かおる 役
- ラブ&ピース（2015年） - スネ公 役（声の出演）
- グッドバイ〜嘘からはじまる人生喜劇〜（2019年） - 佳乃 役
- PERFECT DAYS（2023年） - 古本屋の店主 役[16]

### 舞台
ナイロン100℃
（典拠：）
- 予定外（1993年8月） - ユロ・リーシャル、マルチーヌ・ヨークシャ 役
- 1979（1994年5月） - 坂井トシオ、牛添マチコ 役
- ウチハソバヤジャナイ〜version100℃〜（1995年5月） - アルジャーノン、メンチ 役
- 下北ビートニクス（1996年5月） - 三森ミハエ 役
- カラフルメリィでオハヨ'97〜いつもの軽い致命傷の朝〜（1997年4月） - 杉田 役
- フランケンシュタイン〜version100℃〜（1997年12月） - アイゴール 役
- フローズン・ビーチ（1998年8月、2002年7月再演） - 市子 役
- テイク・ザ・マネー・アンド・ラン（1999年9月） - 一之江キリナ 役
- すべての犬は天国へ行く（2001年4月） - 早撃ちエルザ 役
- 東京のSF（2002年12月） - アイゴール、ミタライ（執事） 役
- ドント・トラスト・オーバー30（2003年5月） - モケ美、五十嵐アゲハ 役
- ハルディン・ホテル（2003年11月） - フタツモリ（ツアーコンダクター） 役
- 消失（2004年12月、2015年12月再演） - ホワイト・スワンレイク 役
- カラフルメリィでオハヨ〜いつもの軽い致命傷の朝〜（再演、2006年4月） - 杉田、写真部・ハエトリ 役
- わが闇（2007年12月、2013年6月再演） - 柏木立子 役
- シャープさんフラットさん（2008年9月） - 園田春奈、煙の母親 役
- 神様とその他の変種（2009年4月） - 女2（スズキサチオの母親） 役
- 2番目、或いは3番目（2010年6月） - 姉妹・姉 役
- 百年の秘密（2012年4月、2018年4月再演） - ティルダ・ベイカー 役
- 社長吸血記（2014年9月） - 望月マリィ（演習の担当官）、女2（市子） 役
- ちょっと、まってください（2017年11月） - 女4（金持ちの母親） 役
- 江戸時代の思い出（2024年6月 - 8月）

その他の公演
- 砂漠監視隊（1989年12月）
- BONTAN-DOUROU（1994年8月）
- ねえ! キスしてよ（1995年7月）
- ふくすけ（1998年12月）
- ロベルト・ズッコ（2000年3月）
- 贋作・桜の森の満開の下（2001年6月）
- パパ・センプリチータ（2002年4月）
- カメレオンズ・リップ（2004年2月）
- MIDSUMMER CAROL ガマ王子 vs ザリガニ魔人（2004年7月） - 木之元 役
- 労働者M（2006年2月）
- 開放弦（2006年7月）
- 少女とガソリン（2007年6月）
- 犯さん哉（2007年）
- どん底（2008年4月）
- 東京月光魔曲（2009年12月）
- 黴菌（2010年12月）
- 奥様お尻をどうぞ（2011年）
- 祈りと怪物〜ウィルヴィルの三姉妹〜 【KERAバージョン】（2012年 - 2013年）
- 夕空はれて-よくかきくうきゃく-（2014年）
- 8月の家族たち August：Osage County（2016年）
- ヒトラー、最後の20000年〜ほとんど、何もない〜（2016年7月 - 9月）
- 陥没（2017年）
- 修道女たち（2018年）
- ドクター・ホフマンのサナトリウム 〜カフカ第4の長編〜（2019年）
- 世界は笑う（2022年）[18]
- 骨と軽蔑（2024年）[19]
- ベイジルタウンの女神（2025年）[20]
- 最後のドン・キホーテ THE LAST REMAKE of Don Quixote（2025年公演予定）[21]

### トークライブ
- KERAとのトークライブ「INU-KERA」、新宿ロフトプラスワンにて隔月開催

### バラエティ
- ペット大集合!ポチたま（テレビ東京） - ナレーション
  - だいすけ君が行!!ポチたま新ペットの旅（BSジャパン）
  - ポチたまペットの旅（BSジャパン）
  - まさはる君が行く!ポチたまペットの旅（BSジャパン）
  - まさはる君が行く！ポチたまペット大集合！（BSジャパン）
    - ポチたま『バイバイ3代目旅犬まさはる君！笑ってありがとうSP』名珍場面大放出！（2023年5月6日） - 小倉久寛、松本秀樹と主に顔出し出演
- コレって変ですか〜!?（フジテレビ） - ナレーション
- スポーツTODAY（テレビ東京） - ナレーション・ニャースの声
- ネプベガス（TBS） - ナレーション・ガズべぇの声
- 謎のホームページ サラリーマンNEO（NHK）

### 教育・子供番組
- ひとりでできるもん!（2000年5月22日 - 26日、NHK教育テレビ） - フランソワーズ・あらドーモ 役
- ポンキッキーズ・ポンキッキーズ21（フジテレビ） - クリンの声
- どうも!にほんご講座です。（2011年4月2日 - 9月24日、NHK教育テレビ） - そば屋のおかみさん 役

### CM
- ベネッセコーポレーション たまごクラブ・ひよこクラブ（2000年）
- 三洋信販 ポケットバンク
- ロッテ ヨーグルト100
- ポケットモンスター関連
  - 任天堂 ポケットモンスター ピカチュウ（1998年）
  - 任天堂 ポケモンピンボール（1999年）
- トミー みどりのマキバオー（1997年）
- アクセラ みどりのマキバオー 黒い稲妻 白い奇跡（1998年）
- 京阪電気鉄道 おけいはんシリーズ（2009年 - ） - 4代目「おけいはん」こと楠葉けい子の母親役で出演
- オッズパーク（2015年 - ）

### ラジオ
- KERAと犬子の四次元ラヂオテクノスケ（1991年10月12日 - 1992年3月28日、ニッポン放送）
- 東幹久 今夜もブレイク（1992年7月 - 1993年9月、ニッポン放送）
- 古田新太と犬山犬子のサンデーおちゃめナイト（1994年4月10日 - 1997年10月5日、ニッポン放送）
- Vジャンプ海賊ステーション（1995年 - 1996年、ニッポン放送）
- 犬山犬子のポケモンアワー（1997年10月12日 - 2001年3月29日、ニッポン放送）
- デーモン小暮 ニッポン全国 ラジベガス（2005年4月 - 9月、ニッポン放送）
- 東貴博 ニッポン全国 ラジベガス（2005年10月 - 2006年3月、ニッポン放送）
- Pokémon Radio Show! ロケット団ひみつ帝国（2012年7月1日 - 12月23日、InterFM）
- 犬山イヌコ ムムム幼稚園（ネットラジオ：ニンニンちくび）
- 犬山イヌコのピコピコ団栗くん（ネットラジオ：Klap）

### テレビアニメ
1996年
- みどりのマキバオー（ミドリマキバオー）

1997年
- ポケットモンスター（1997年 - 2002年、ニャース）

2000年
- ポケットモンスター ミュウツー! 我ハココニ在リ（ニャース）
- アニメまんざい（ヤマザキ）

2001年
- シャーマンキング（小山田まん太、サリー）

2002年
- 週刊ポケモン放送局（ニャース）
- ポケットモンスター アドバンスジェネレーション（2002年 - 2006年、ニャース 他）
- ポケットモンスター サイドストーリー（2002年 - 2003年、ニャース）

2006年
- ポケットモンスター ダイヤモンド&パール（2006年 - 2010年、ニャース、ヒカリのウリムー→イノムー）

2010年
- ポケットモンスター ベストウイッシュ（2010年 - 2013年、ニャース、サトシのクルミル→クルマユ→ハハコモリ、サトシのダンゴロ、ホミカのダストダス） - 2シリーズ

2013年
- ポケットモンスター XY（2013年 - 2016年、ニャース、サナのフシギダネ→フシギソウ） - 2シリーズ

2016年
- 僕のヒーローアカデミア（2016年 - 2023年、13号） - 4シリーズ
- ポケットモンスター サン&ムーン（2016年 - 2019年、ニャース）

2019年
- ポケットモンスター（2019年 - 2023年、ニャース、ワンパチ、マダツボミ） - 2シリーズ + 特別編

2021年
- SHAMAN KING（2021年 - 2022年、小山田まん太）

2022年
- ポプテピピック TVアニメーション作品第二シリーズ（ピピ美〈第3話Aパート〉）

### 劇場アニメ
1998年
- 劇場版ポケットモンスター ミュウツーの逆襲（ニャース）
- ピカチュウのなつやすみ（ニャース）

1999年
- 劇場版ポケットモンスター 幻のポケモン ルギア爆誕（ニャース）
- ピカチュウたんけんたい（ニャース）

2000年
- 劇場版ポケットモンスター 結晶塔の帝王 ENTEI（ニャース）
- ピチューとピカチュウ（ニャース）

2001年
- 劇場版ポケットモンスター セレビィ 時を超えた遭遇（ニャース）
- ピカチュウのドキドキかくれんぼ（ニャース）

2002年
- 劇場版ポケットモンスター 水の都の護神 ラティアスとラティオス（ニャース）
- ピカピカ星空キャンプ（ニャース）

2003年
- 劇場版ポケットモンスター アドバンスジェネレーション 七夜の願い星 ジラーチ（ニャース）
- おどるポケモンひみつ基地（ニャース）
- 東京ゴッドファーザーズ（胡桃沢）

2004年
- 劇場版ポケットモンスター アドバンスジェネレーション 裂空の訪問者 デオキシス（ニャース）

2005年
- 劇場版ポケットモンスター アドバンスジェネレーション ミュウと波導の勇者 ルカリオ（ニャース）

2006年
- 劇場版ポケットモンスター アドバンスジェネレーション ポケモンレンジャーと蒼海の王子 マナフィ（ニャース）

2007年
- 劇場版ポケットモンスター ダイヤモンド&パール ディアルガVSパルキアVSダークライ（ニャース）
- ねずみ物語 〜ジョージとジェラルドの冒険〜（ウォルター）

2008年
- 劇場版ポケットモンスター ダイヤモンド&パール ギラティナと氷空の花束 シェイミ（ニャース）

2009年
- 劇場版ポケットモンスター ダイヤモンド&パール アルセウス 超克の時空へ（ニャース）

2010年
- 劇場版ポケットモンスター ダイヤモンド&パール 幻影の覇者 ゾロアーク（ニャース）

2011年
- 劇場版ポケットモンスター ベストウイッシュ ビクティニと黒き英雄 ゼクロム・白き英雄 レシラム（ニャース）

2012年
- メロエッタのキラキラリサイタル（ニャース）

2013年
- 劇場版ポケットモンスター ベストウイッシュ 神速のゲノセクト ミュウツー覚醒（ニャース）
- ピカチュウとイーブイ☆フレンズ（ニャース）

2014年
- ピカチュウ、これなんのカギ?（ニャース）
- ポケモン・ザ・ムービーXY 破壊の繭とディアンシー（ニャース）

2015年
- 天才バカヴォン〜蘇るフランダースの犬〜（バカボン）
- ピカチュウとポケモンおんがくたい（ニャース）
- ポケモン・ザ・ムービーXY 光輪の超魔神 フーパ（ニャース）

2016年
- カラフル忍者いろまき（赤巻）
- 鷹の爪8 〜吉田くんのX（バッテン）ファイル〜（キュウ助）
- ポケモン・ザ・ムービーXY&Z ボルケニオンと機巧のマギアナ（ニャース）

2017年
- 劇場版ポケットモンスター キミにきめた!（ニャース）
- DCスーパーヒーローズ vs 鷹の爪団（バットマン（少年時代）、宍戸総理大臣）

2018年
- 劇場版ポケットモンスター みんなの物語（ニャース）

2019年
- 劇場版ポケットモンスター ミュウツーの逆襲 EVOLUTION（ニャース）

2020年
- 映画 おしりたんてい テントウムシいせきの なぞ（イタ子）
- 劇場版ポケットモンスター ココ（ニャース）

### OVA
1998年
- ピカチュウのふゆやすみ（ニャース）

1999年
- ピカチュウのふゆやすみ2000（ニャース）

2000年
- ピチューとピカチュウのふゆやすみ2001（ニャース）

2003年
- ぼくたちピチューブラザーズ・パーティはおおさわぎ!のまき（ニャース）

2004年
- ピカチュウのなつまつり（ニャース）

2005年
- ピカチュウのおばけカーニバル（ニャース）

2006年
- ピカチュウのわんぱくアイランド（ニャース）

2007年
- ピカチュウたんけんクラブ（ニャース）

2008年
- ピカチュウ 氷の大冒険（ニャース）

2009年
- ピカチュウのキラキラだいそうさく!（ニャース）

2010年
- ピカチュウのふしぎなふしぎな大冒険（ニャース）

2011年
- ピカチュウのサマー・ブリッジ・ストーリー（ニャース）

2022年
- みどりのマキバオー Blu-ray BOX 映像特典「終わらない挑戦!!」（ミドリマキバオー）

### Webアニメ
- 戦慄のミラージュポケモン（2006年、ニャース）
- サクラ革命 〜華咲く乙女たち〜 スペシャルアニメ（2020年、キミカゲ）
- どこでもマキバオー（2024年 - 2025年、うんこたれ蔵〈ミドリマキバオー〉、女性、メカマキバオー、ネコ）

### ゲーム
1997年
- 水木しげるの妖怪武闘伝（かっぱ）

1998年
- みどりのマキバオー 黒い稲妻 白い奇跡（ミドリマキバオー）

2000年
- ブレス オブ ファイアIV うつろわざるもの（マスター）

2002年
- シャーマンキング スピリット オブ シャーマンズ（小山田まん太）

2003年
- シャーマンキング ソウルファイト（小山田まん太）
- ポケモンチャンネル 〜ピカチュウといっしょ!〜（ニャース）

2004年
- シャーマンキング ふんばりスピリッツ（小山田まん太）

2009年
- ポケパークWii 〜ピカチュウの大冒険〜（ニャース）

2011年
- ポケパーク2 〜Beyond the World〜

2015年
- グランブルーファンタジー（2015年 - 2022年、ベス）

2018年
- 大乱闘スマッシュブラザーズ SPECIAL（フシギソウ）

2019年
- ポケットモンスター ソード・シールド（ニャース〈キョダイマックスのすがた〉） - 2作品

2020年
- ポケモンマスターズ（ニャース）
- サクラ革命 〜華咲く乙女たち〜（キミカゲ）

2022年
- プリンセスコネクト！Re:Dive（ベス）

### ドラマCD
- ポケットモンスター おたのしみCD（ニャース）※『幼稚園』2000年2月号付録

### ボイスコミック
- 善鬼とトゲ吉「登龍坂の巻」（2022年、トゲ吉[42]）

### 吹き替え
- コップ・ベイビー（2018年、占い師）
- ビッグシティ・グリーン（2018年、バーチャン）
- 名探偵ピカチュウ（2019年、ティムの祖母〈ジョゼット・サイモン〉[43]）
- ザ・グラッジ 死霊の棲む屋敷（2021年、ローナ・ムーディ〈ジャッキー・ウィーヴァー〉[44]）
- でっかくなっちゃった赤い子犬 僕はクリフォード（2022年、ルシール〈ロージー・ペレス〉[45]）

## ディスコグラフィ
- Vジャンプラネット 史上最大の歌合戦（1993年10月27日、東芝EMI）（犬山犬子）
- 出鱈目的（2002年8月21日、劇団健康）
- 東京ポーキュパインコレクション Vol.1〜3（2002年8月21日、テイチクエンタテインメント）
- inu cafe（2007年7月4日、CITRON RECORDINGS）

### キャラクターソング
- ポケットモンスターシリーズ（ニャースの声、ピカチュウレコード）
  - ロケット団よ永遠に（1997年12月10日）
  - ニャースのパーティ（1999年10月27日）
  - 前向きロケット団!（2001年7月21日）
  - ポルカ・オ・ドルカ ダンス!! 〜ダンス!! ニャース〜（2003年7月19日）
  - スパート!/私、負けない!〜ハルカのテーマ〜（2006年6月28日）
  - ポケットモンスターXY&Z キャラソンプロジェクト集vol.2 -総集編-

### 参加作品
| 発売日        | 収録先（アーティスト名 / タイトル）     | 参加曲    | 備考                                                                                       |
| ------------- | --------------------------------------- | --------- | ------------------------------------------------------------------------------------------ |
| 2016年9月21日 | いとうせいこう&リビルダーズ『再建設的』 | JOE TALKS | いとうせいこうトリビュートアルバム ユースケ・サンタマリア with KERA & 犬山イヌコ名義で収録 |

### 作詞
- 正調ゴジラップ（『冒険！ゴジランド』挿入歌）[4]

## 著書
- ニャースとつきみそば （文：犬山イヌコ、絵：ケラリーノ・サンドロヴィッチ）ポケモンえほんシリーズの1冊

### シリーズ一覧
1. ↑  第1期（2016年）、第2期（2017年）、第4期（2019年）、第6期（2023年）
2. ↑  『ポケットモンスター』（2019年 - 2022年）、特別編『遥かなる青い空』（2022年）、『めざせポケモンマスター』[33]（2023年）